# Moduł Kirchhoffa
| Materiał   | Typowa wartość modułu Kirchhoffa (GPa) (w temperaturze pokojowej) |
| ---------- | ----------------------------------------------------------------- |
| Diament    | 478                                                               |
| Stal       | 80,0                                                              |
| Miedź      | 45,0                                                              |
| Tytan      | 41,4                                                              |
| Szkło      | 26,2                                                              |
| Aluminium  | 25,5                                                              |
| Polietylen | 0,117                                                             |
| Guma       | 0,0006                                                            |

Moduł Kirchhoffa (G) (inaczej moduł odkształcalności postaciowej albo moduł sprężystości poprzecznej) – współczynnik uzależniający odkształcenie postaciowe materiału od naprężenia, jakie w nim występuje. Jednostką modułu Kirchhoffa jest paskal (Pa). Jest to wielkość określająca sprężystość materiału.
{\displaystyle G={\frac {\tau }{\gamma }},}
gdzie:
{\displaystyle \tau } – naprężenia ścinające,
{\displaystyle \gamma } – odkształcenie postaciowe.
Moduł Kirchhoffa dla materiałów izotropowych bezpośrednio zależy od modułu Younga i liczby Poissona:
{\displaystyle G={\frac {E}{2(1+\upsilon )}}}
gdzie:
{\displaystyle \upsilon } – liczba Poissona,
{\displaystyle E} – moduł Younga.